# Сітігруп-центр (Нью-Йорк)
Сітігруп Центр (англ. Citigroup Center) — хмарочос в Нью-Йорку, США. Висота 59-поверхового будинку становить 279 метрів. Будівництво тривало з 1974 по 1977 рік.